# Număr
Pentru noțiunea de număr în gramatică vezi articolul Număr (gramatică).
Termenul număr este o noțiune abstractă folosită pentru a exprima cantitatea. Numerele pot fi folosite pentru a comunica sau înregistra atât rezultatul unei numărări, cât și cel al unei măsurări. Cele două noțiuni sunt înrudite dar distincte. Prin numărare se determină câte elemente, de obicei indivizibile, sunt conținute într-o anumită mulțime sau înșiruire („trei iezi”, „nouă vieți” etc.), iar prin măsurare se compară o mărime dată cu o altă mărime considerată drept referință și numită unitate de măsură („o oră și jumătate”, „unsprezece metri” etc.). Tot termenul de „număr” este folosit și pentru a desemna forma grafică a rezultatului acestor operații („3”, „2005”, „3,14159...” etc).
Reprezentarea unui număr se face:
- în limba vorbită și scrisă - prin numerale (cuvântul „șase”);
- în limba scrisă - prin cifre, care pot fi arabe (6), romane (VI), binare (110), ideografice (六) etc.;
- alte semne sau simboluri cum ar fi: noduri făcute pe o sfoară ( ••• ••• ), crestături pe răboj (IIII I) etc.

Există următoarele tipuri de numere:
- cardinale, care exprimă câte elemente are o mulțime: 1, 2, 3, ... ;
- ordinale, care arată poziția unui element într-o mulțime ordonată: primul, al doilea, al treilea, ... ;
- distributive, care arată cum sunt grupate elementele unei mulțimi: câte unul, câte doi, câte trei, ... ;
- altele: de trei ori pe zi, la fiecare patru metri (din 4 în patru metri), amândouă etc.

## Categorii de numere
- Numere naturale
- Numere întregi
- Numere zecimale
- Numere raționale
- Numere iraționale (ori algebrice, ori transcendente)
- Numere reale
- Numere imaginare
- Numere complexe

## Varia
În anul 2008, o echipă de cercetători, condusă de profesorul Edward Gibson de la Universitatea din Illinois, a descoperit un limbaj amazonian, folosit de circa 300 de vorbitori, în care nu există conceptul numerelor.